# Atalaia (navio)
O Atalaia foi um navio de carga geral pertencente ao Lloyd Brasileiro empregado em viagens de longo curso que, no início da década de 40, fazia a rota Brasil – África. Afundou no Atlântico Sul, na posição 39° 07' S 2° 10' O, a 21 de maio de 1941, em uma viagem entre Lourenço Marques (atual Maputo, Moçambique) e Buenos Aires, após perder o leme sob tempo extremamente severo. Não houve sobreviventes dentre os 66 tripulantes a bordo.

## Histórico
Terminada sua construção em 16 de agosto de 1910, nos estaleiros da Vulkan Vegesack, em Bremen (Alemanha), foi batizado com o nome de Carl Woermann, e operado pela Woermann Linie, de Hamburgo. Em agosto de 1914, com a eclosão da Primeira Guerra Mundial, atracou no Porto do Rio de Janeiro, permanecendo ali até ser confiscado pelo Governo Brasileiro, a 1º de junho de 1917, com a entrada do Brasil no conflito.
É afretado - juntamente com outros navios - ao governo francês em 1921, retornando ao Brasil no ano seguinte. Permanece sob operação do Estado até ser transferido ao Lloyd Brasileiro, em 1926, à época, uma empresa recém privatizada, da qual recebe o nº 96 da frota.

## Características gerais
Possuía 127,9 metros de comprimento, boca (largura) de 16,6 metros, pontal de 8,54 metros, calado máximo de 7,8 metros e arqueação bruta de 5 715 toneladas. Era movido a carvão, cujos depósitos possuíam a capacidade de armazenar 2.674 toneladas do produto, para um consumo em viagem de 40,6 toneladas. Seus motores a vapor de quádrupla expansão, com 388 cavalos-vapor nominais, permitia-lhe desenvolver uma velocidade média de 10 nós, com a máxima alcançando 11,5 nós.
Uma característica dos navios da época era o elevado número de tripulantes. No caso do Atalaia, sua tripulação alcançava o assombroso número de 66 tripulantes. Esse número era justificado pelo tipo de combustível (carvão) e pela falta de automação, sendo que somente na casa de máquinas trabalhavam 34 tripulantes onde cinco eram oficiais, cinco cabo-foguistas, doze foguistas, e doze carvoeiros.

## O Desaparecimento
A rota normal do navio era Brasil-África do Sul, vez por outra se estendendo até Moçambique. O número da sua última viagem (13ª) e a data do seu início (13 de fevereiro de 1941) já indicariam uma premonição para os supersticiosos. O início da viagem foi no porto de Rio Grande, com escalas em São Francisco, Paranaguá, Rio de Janeiro, Cidade do Cabo e Durban (África do Sul), Lourenço Marques (atual Maputo, capital de Moçambique) e novamente Cidade do Cabo, de onde saiu em 10 de maio de 1941 com destino a Buenos Aires com uma carga de 2.643 volumes pesando 166.532 quilos.
A travessia do Atlântico Sul não se completou, pois, a meio-caminho, um violento temporal de proporções ciclônicas, nas imediações da Ilha de Tristão da Cunha, uma remota possessão Britânica, abaixo do paralelo 37º Sul, surpreendeu o navio que, sentindo o peso de mais de trinta anos de serviço, sucumbiu ao poder da natureza indo a pique com toda a sua tripulação.
São conhecidos apenas pequenos detalhes do naufrágio, uma vez que o sistema de comunicação da época era muito precário, mas pode-se imaginar o drama sofrido pelos 66 tripulantes. A única informação procedente do Atalaia foi recebida pelo Lloyd Brasileiro retransmitida através da Guarda Costeira dos Estados Unidos:

21/05/41 0830GMT – PERDEMOS LEME. NÃO HÁ ESPERANÇAS REPAROS. TRÊS BALEEIRAS QUEBRADAS VIOLENTO MAR. TEMOS APENAS PEQUENO FLUTUANTE. SESSENTA E SEIS PESSOAS A BORDO. Baseado em documentação original do acervo do CLC George Maier cedido ao Centro dos Capitães da Marinha Mercante.
Pouco depois de uma e meia da tarde, foi transmitida a última mensagem:

21/05/41 1335GMT “NÃO HÁ ESPERANÇAS. TUDO PERDIDO. ADEUS”.
Depois disso, nenhuma outra notícia foi recebida do navio ou de qualquer de seus tripulantes. Nada mais foi encontrado do velho vapor (nem corpos, nem destroços), haja vista ter afundado em um dos pontos mais sinistros do mundo à navegação, às bordas de influência da Corrente Circumpolar Antártica, cujas ondas de tempestades, deslocando-se para NE, chocam-se com as águas da corrente das Agulhas, vindas em direção oposta a partir do Índico. De fato, este é provavelmente o local da Terra onde se regista o maior número de naufrágios.
Em 1º de setembro de 1941, o Presidente Getúlio Vargas assinou o Decreto-Lei nº 3.577, o qual dispunha sobre a concessão de benefícios, por instituições de previdência social, em caso de morte presumida de seus segurados ou associados. No artigo 11 da referida norma, havia a menção expressa ao navio: Art. 11. Os benefícios e indenizações de que trata o presente decreto-lei são extensivos aos tripulantes, ou seus beneficiários, dos navios Santa Clara, Atalaia e Taubaté, ressalvados os direitos que lhes possam caber por outros seguros, ou contra os responsáveis pelos dano causados relativamente aos tripulantes deste último navio.